# Lilla Roskbäcktjärnen
Lilla Roskbäcktjärnen är en sjö i Vilhelmina kommun i Lappland och ingår i Ångermanälvens huvudavrinningsområde. Sjön har en area på 0,0929 kvadratkilometer och ligger 549 meter över havet. Lilla Roskbäcktjärnen ligger i Gransjömyrarna Natura 2000-område.

## Delavrinningsområde
Lilla Roskbäcktjärnen ingår i det delavrinningsområde (717055-157592) som SMHI kallar för Ovan Djursjöbäcken. Medelhöjden är 530 meter över havet och ytan är 15,29 kvadratkilometer. Det finns ett avrinningsområde uppströms, och räknas det in blir den ackumulerade arean 17,8 kvadratkilometer. Risån som avvattnar avrinningsområdet har biflödesordning 3, vilket innebär att vattnet flödar genom totalt 3 vattendrag innan det når havet efter 341 kilometer. Avrinningsområdet består mestadels av skog (50 procent) och sankmarker (46 procent). Avrinningsområdet har 0,26 kvadratkilometer vattenytor vilket ger det en sjöprocent på 1,7 procent.